# 유종 (후한)
유종(劉琮, ? ~ ?)은 후한 말기의 관료로, 산양군 고평현(高平縣) 사람이다. 형주목 유표의 아들로, 유표 사후 형주를 넘겨받았으나 곧바로 조조에게 항복하였다.

## 생애
출생과 사망연월은 불분명 하지만 항복 직후 청주 비슷한 시기 조비가 쓴 전론에서 채모와 손잡고 후계자 쟁탈전에 적극적으로 참여한 정황이 있는 것으로 보아 아버지 유표가 사망할 즘에는 이미 성년의 나이인 것으로 추정된다.
흔히 삼국지연의 때문에 유기와의 사이가 나빴던 것처럼 보이지만, 오히려 사이가 좋았다고 한다. 그러나, 아내의 숙부 채모를 비롯한 주위의 일파가 형을 배제하고 그를 옹립 하려고 했기 때문에, 유기와 유종의 사이는 험악하게 되었다고 한다 (삼국지, 후한서).
208년 유표의 사후, 채모(蔡瑁), 장윤(張允) 등에 의해서 후계자가 되었다. 그러나, 유표의 죽음으로 조조(曹操)가 남하를 개시한다. 이에 유종은 부손(傅巽), 한숭, 괴월(蒯越), 왕찬의 항복건의를 받아들여 조조에게 항복하였다. 유표전에는 소극적이나마 조조와 맞서보려고 했다고 주장하지만 오히려 상당수의 항전파들이 유종의 행태에 실망해 유기와 유비의 세력으로 넘어간 것을 보면 설득력이 부족하다. 조조에게 항복한 후에 간의대부 참동군사에 임명된다.

## 창작물에서
연의에서는 14살의 어린나이로 설정되어 어머니 채씨와 채씨측근들에게 휘둘려 유기를 내쫓고 조조에게 항복한 것으로 묘사된다. 조조에 의해서 청주자사로 부임받아 가는 도중에 우금(于禁)에 살해되었지만, 이것은 연의의 창작이고, 오히려 조조는 유종을 <생각이 높고 뜻이 맑으며 앎이 깊고 헤아림이 넓으며 영화를 가볍게 여기고 의를 무겁게 본다> 라고 했으며 유종을 간의대부 동참군사로 삼았다고 되어 있다 (이문열 삼국지 5권).

## 같이 보기
- 삼국지 인물 목록